# Kaingáng
Kaingáng (Caingang, Caingangue, Caingang Coroado, Coroado, Coroados), Najvažnije pleme porodice caingangan, po kojem cijela porodica nosi ime. Caingangi su naseljeni u istočnom Brazilu po državama São Paulo, Paraná, Santa Catarina i Rio Grande do Sul.

## Ime
Naziv caingang uveden je 1882 (Métraux) kako bi se označilo one Indijance koji ne pripadaju u Guarane, a žive u državama São Paulo, Paraná, Santa Catarina i Rio Grande do Sul. Ime Coroado (u prijevodu okrunjeni) nose pravi Kaingáng Indijanci, dobili su ga zbog uobičajenog običaja nošenja tonzure. Ovaj naziv dan je plemenima koja su također nosila tonzuru ili su zbog ukrasa nsa glavi podsječala na franjevačku tonzuru. Ovo ime danas imaju Coroado Indijanci (porodica Puri-Coroado), pleme Coronado iz skupine Zaparoan, a i jedna grupa poznata kao Boróro Coroado s rijeke São Lourenço na Mato Grossu iz skupine Boróro Indijanaca, koji tonzuru nisu nosili, nego su njihovi pernati ukrasi podsječali na nju.

## Jezik
Porodica Ge-Kaingang, ponekad porodica Caingangan. 

## Privreda
Caingangi su od autora iz 20. stoljeća (braća Seljan, Lévi-Strauss i Métraux) pisani kao nomadi kojima su pabirčenje pošumi, lov i ribolov temelj opstanka, a povrtlarstvo je na posljednjem mjestu. Nomadski život vodi se u sezoni lova a sazrijevanja voća jaboticaba (rod Myrciaria) izaziva masovne pokrete Cainganga (Lévi-Strauss). Tijekom nomadskog lutanja šumom koji traju tjednima žene na sebi u brentama povezanim trakama ili kaiševima od kore oko čela, vuku svu njihovu imovinu (vidi). U vrtovima na krčevinama uzgajaju nešto banana, slatkog krumpira, manioke i kukuruza. 

## Danas
Caingangi danas žive na kojih 26 rezervata (áreas indígenas)
- São Paulo: Vanuire, općina Tupã; Icatu, općina Braúnas; s Indijancima Tereno; Arariba, općina Avaí, s plemenima Tereno i Nhandeva;
- Paraná: Apucarana, općina Londrina; Barão de Antonina I y II, općina São Jerônimo da Serra; Queimadas, općina munic. de Ortigueira; Ivaí, općina Manoel Ribas; Faxinal, općina Cândido de Abreu; Rio das Cobras, općina Laranjeiras do Sul; Tibagy, općina Ortigueira; Marrecas, općine Guarapuava, Prudentópolis i Turvo; Laranjinha. općina Santa Amélia; Marangueirinha, na río Iguaçu;
- Santa Catarina: Palmas; Xapecó, općina Xanxerê; Toldo Chimbangue, općina Xapecó; Toldo Imbu, općina Abelardo Luz; Toldo Pinhal; Aldeia Condá, općina Chapecó.
- Rio Grande do Sul: Nonoai, općina Nonoai; Guarita, općina Tenente Portela; Inhacorá, općina Santo Augusto; Votouro, općina São Valentim; Ligeiro, općina Tapejara; Carreteiro; Cacique Doble; Kaingang de Iraí, općina Iraí; Kaingang do Rio Varzea, općine Nonoai i Liberato Salzano; Serrinha, općine Constantina i Três Palmeiras; Borboleta, općine, Espumoso, Soledade, Salto do Jacui. Ima ih 3,000; Água Fria, općina Vicente Dutra.

## Vanjske poveznice
- Kaingang: Mitos coletados por Nimuendaju